# سینه‌سرخ پیسه فیلیپینی
سینه‌سرخ پیسه فیلیپینی (نام علمی: Copsychus mindanensis) نام یک گونه از سرده سینه‌سرخ پیسه است.